# Pieniądz fiducjarny

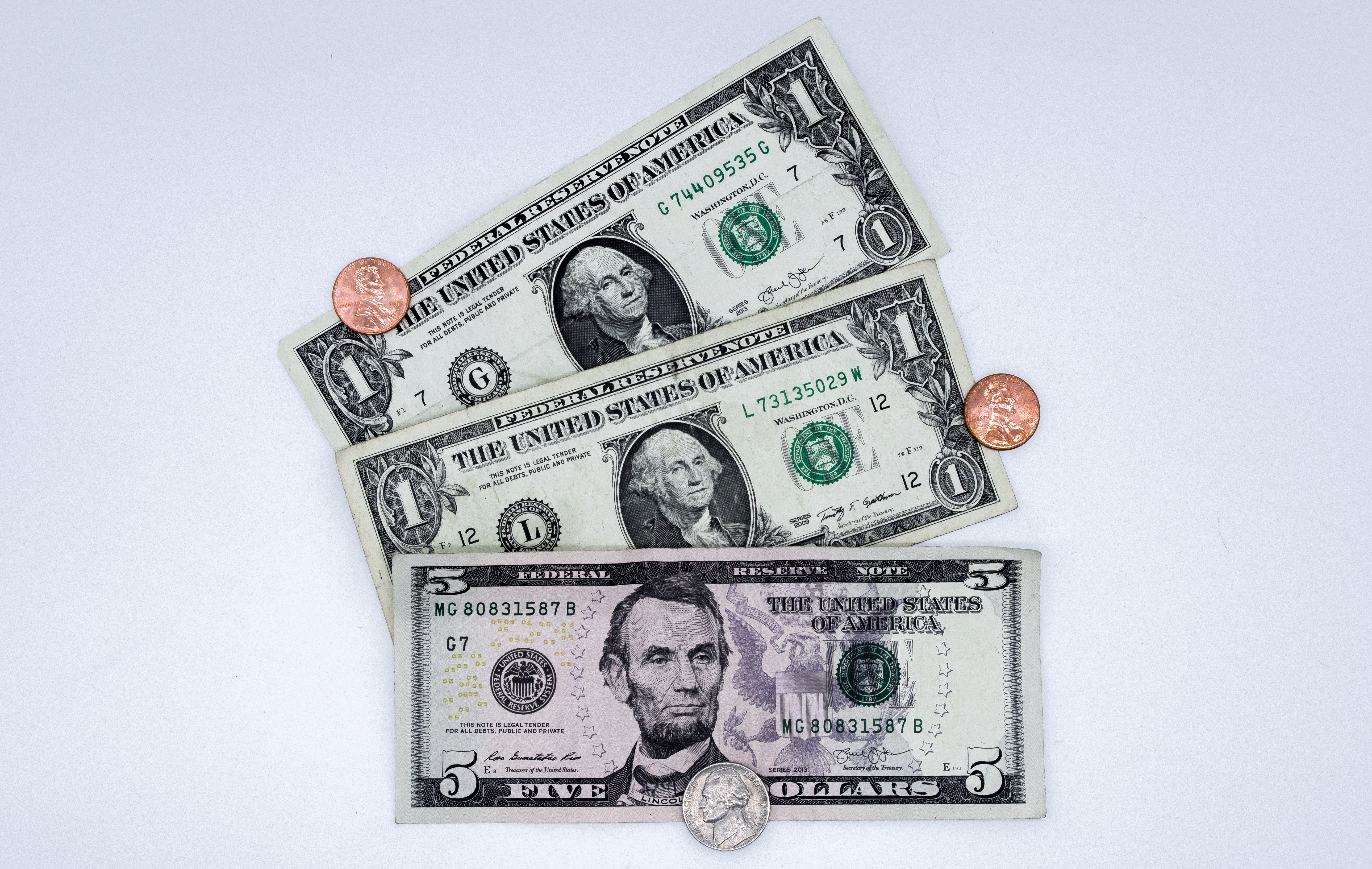
Pieniądz fiducjarny

Pieniądz fiducjarny (łac. fides – wiara) – waluta niemająca oparcia w dobrach materialnych (jak np. kruszce), której wartość ma źródło z reguły w dekretowanym prawnie monopolu w wykorzystaniu go na danym obszarze jako legalny środek płatniczy oraz na popycie generowanym przez instytucje państwowe, głównie przez pobór podatków. Wartość pieniądza fiducjarnego opiera się na zaufaniu do emitenta.
Tradycyjnie przyjęło się, że pojęcie pieniądza fiducjarnego jest równoważne z pieniądzem papierowym (banknot), w przeciwieństwie np. do monet z drogocennych kruszców. Utożsamienie takie nie jest jednak całkowicie poprawne, ponieważ pieniądz fiducjarny jest również powszechnie rozprowadzany jako bilon bity z metali nieszlachetnych, zaś pieniądz mający oparcie w kruszcu był i jest często reprezentowany przez papierowe banknoty (certyfikaty uprawniające do poboru kruszcu ze skarbca banku). Z pieniądzem fiducjarnym mamy także do czynienia, jeśli moneta jest wybita z metalu szlachetnego, ale jej wartość nominalna jest większa od wartości tworzącego ją kruszcu.
We współczesnych systemach gospodarczych pieniądz fiducjarny jest emitowany przez banki centralne w ramach prowadzonej przez nie polityki pieniężnej. Głównym instrumentem regulującym ilość pieniądza w obiegu jest stopa procentowa kredytów udzielanych przez banki centralne, ustalana co pewien czas. Celem takich zmian jest z reguły zapisane w statutach owych banków utrzymanie koniunktury i stabilności gospodarki.
Pojęcie to wprowadził Richard Seaford, określając  dodatkową wartość pieniądza (czyli przekraczającą np. cenę kruszcu, z którego została wykonana) słowem „fiducjarność”, które pochodzi od pojęcia określającego zaufanie społeczne i oznacza ufność pokładaną przez wspólnotę w jej walucie.